# Östrich (Dorsten)
Östrich ist ein Stadtteil von Dorsten im  nordrhein-westfälischen Kreis Recklinghausen.

## Lage
Östrich liegt im äußersten Südwesten von Dorsten. Der Ort grenzt im Norden an Holsterhausen, im Osten an Hardt – beide Stadtteile von Dorsten –, im Süden an Bottrop und im Westen an Schermbeck. Am nördlichen Ortsrand fließen der Wesel-Datteln-Kanal und die Lippe. Östlich des Ortes verläuft die A 31 und südlich die Landesstraße L 463.

## Infrastruktur

### Bildung
Die Wilhelm-Lehmbruck-Schule, eine Grundschule, liegt am südwestlichen Ortsrand.

### Verkehr
Die VRR-Buslinien 276 und 299 erschließen den Ortsteil.
| Linie | Verlauf                                                                                              | Takt (Mo–Fr)     | Betreiber       |
| ----- | --- | ---------------- | --------------- |
| 278   | Dorsten-Holsterhausen Wennemarstraße – Dorsten ZOB – Dorsten Essener Tor – Hardt – Östrich           | 60 min           | Vestische       |
| 299   | Schermbeck Rathaus – Gahlen – Besten Schule (– Östrich – Hardt – Dorsten Essener Tor – Dorsten ZOB ) | einzelne Fahrten | DB Rheinlandbus |

## Naturschutzgebiete
Unweit vom Ort entfernt erstrecken sich diese Naturschutzgebiete (NSG):
- nördlich das etwa 2169,5 ha große NSG Lippeaue (RE-029) und
- südlich das etwa 78,1 ha große NSG Postwegmoore (RE-008) und das etwa 26,4 ha große NSG Rütterberg-Nord (RE-010).[1]

## Wappen
| Wappen von Östrich | Blasonierung: „In Silber (Weiß) ein durchgehendes schwarzes Kreuz, belegt mit einem goldenen (gelben) Herzschild; darin drei schwarze Wolfsangeln im Verhältnis 2:1.“                                         |
| Wappen von Östrich | Wappenbegründung: Das Wappen symbolisiert die Zugehörigkeiten des Ortes. Östrich gehörte bis Ende des Jahres 1974 zur Gemeinde Gahlen, welches der Herzschild darstellt und danach zur Stadt Dorsten (Kreuz). |